# Дреново (Кавадарци)
Дреново (мкд. Дреново) је насеље у Северној Македонији, у јужном делу државе. Дреново је насеље у оквиру општине Кавадарци.

## Географија
Дреново је смештено у јужном делу Северне Македоније. Од најближег већег града, Кавадараца, насеље је удаљено 14 km западно.
Насеље Дреново се налази у историјској области Рајец, која обухвата брда и планине између Тиквешке долине на истоку и висоравни Пелагоније на западу. Западно од насеља уздиже се планина Козјак, а североисточно планина Клепа. Насеље је положено на приближно 320 метара надморске висине.
Месна клима је измењена континентална са значајним утицајем Егејског мора (жарка лета).

## Историја

### Дреновски манастир
Код села се налази Дреновски манастир настао у 14. веку. Налазио се под једном стеном села Дренова. Изнад јужних врата стојао је 1932. године натпис: "Цар Стеван Првовенчани по смрти Николе и Марка". Касније га је обновио цар Урош и од тада се сматрао царском задужбином. У празничне дане се цару Урошу редовно служе три службе. По народном предању Дреновски манастир је настао у исто време када и Полошки манастир, и да га је градио Милутин. Вредни пажње у манастирској цркви су изграђени стубови и престони сто од графитног камена. Манастир је под Турцима потпуно осиромашио, јер су они сву манастирску земљу продали насељеницима у Дреновцу.

## Становништво
Дреново је према последњем попису из 2002. године имало 648 становника.
Већинско становништво у насељу су етнички Македонци (100%). Почетком 20. века 80% становништва били су Турци, који су после Првог светског рата иселили у матицу.
Претежна вероисповест месног становништва је православље.